# Le téléphone sonne toujours deux fois
Ne doit pas être confondu avec Le téléphone sonne ou Le facteur sonne toujours deux fois.
Pour plus de détails, voir Fiche technique et Distribution.
Le téléphone sonne toujours deux fois est une comédie française réalisée par Jean-Pierre Vergne et sortie en 1985.
C'est le premier film des Inconnus et le seul à rassembler les cinq membres originels du groupe comique, avant le départ de Smaïn et de Seymour Brussel.

## Synopsis
Un tueur en série assassine des femmes en les assommant avec le combiné d'un téléphone et signe ses forfaits en plantant le cadran du téléphone sur le front des victimes. Le détective privé Marc Elbichon (de son vrai nom Marcel Bichon), en quête de notoriété, se lance dans la traque du tueur. Pour avoir de l'aide, il fait appel à ses amis d'enfance : Franck Potin, propriétaire d'un bar en mal de clients, et Blacky, animateur d'une radio stationnée sur un bateau. Il compte également sur Momo, son adjoint et également son « homme de ménage », et sur Ugo, un reporter-photographe, qui lui aussi est sur la trace du tueur.

## Fiche technique
Sauf indication contraire, les informations mentionnées dans cette section peuvent être confirmées par la base de données cinématographiques IMDb,  présente dans la section « Liens externes ».
- Titre : Le téléphone sonne toujours deux fois !!
- Titre international : The Telephone Always Rings Twice
- Réalisation : Jean-Pierre Vergne assisté de Tony Aboyantz et de Rodolphe Chabrier
- Scénario : Didier Bourdon, Seymour Brussel, Bernard Campan, Pascal Légitimus et Jean-Pierre Vergne
- Photographie : Robert Fraisse
- Montage : Nicole Berckmans
- Musique : Gabriel Yared
- Casting : Laurence Lustyk, Fabienne Bichet et Marie-Pierre Foliard
- Chef décorateur : Daniel Budin
- Costumes : Monique Perrot
- Cascades : Lionel Vitrant, Daniel Vérité, Roland Neunreuther et Patrick Cauderlier
- Producteurs : André Djaoui, Paul Lederman et René Chateau
- Cadreur : Jean-Marie Dreujou (AFC)
- Ingénieur du son : Daniel Ollivier
- Mixage : Paul Bertault
- Bruitages : Jean-Pierre Lelong
- Sociétés de production : Les Producteurs Associés et FR3 Films Production
- Directeur de production : André Mennecier
- Secrétaire de production: Thérèse Prigent
- Scripte : Catherine Prévert
- Durée : 92 minutes
- Pays d'origine :  France
- Langue : français
- Format : 35mm - Couleur - 1.66 - Panavision Alga & Samuelson
- Pellicules : Kodak et Pathé
- Son : Monophonique
- Genre : comédie policière
- Société de distribution : StudioCanal (France)
- Date de sortie : 
  - France : 23 janvier 1985
  - DVD : 7 octobre 2002
  - VOD : 20 juillet 2006
  - Blu Ray : 18 septembre 2024
- Budget :
- Box-office France : 509 573 entrées[1]
- Visa d'exploitation no 59 178
- Vidéo : DVD le 18 septembre 2012 chez studio canal

## Distribution
- Didier Bourdon : Marc Elbichon alias Marcel Bichon, détective privé
- Seymour Brussel : Franck Potin, patron de bar, copain d'enfance de Marcel
- Bernard Campan : Hugo Campani, reporter photographe
- Pascal Légitimus : Blacky, animateur-radio pirate, copain d'enfance de Marcel
- Smaïn : Momo, assistant de Marcel
- Jean-Claude Brialy : le commissaire
- Clémentine Célarié : Annabella, chanteuse de bar
- Henri Courseaux : Dr Clipps, psychiatre animalier
- Franck-Olivier Bonnet : l'adjoint du commissaire
- Michel Constantin : le directeur du cinéma X
- Darry Cowl : le garde-chasse
- Patrick Sébastien : le faux aveugle au café
- Jean Yanne : l'homme au téléphone
- Michel Galabru : « Marraine »
- Michel Crémadès : l'opticien
- Jean Reno : l'homme de confiance de « Marraine »
- Michel Tugot-Doris : Jacques, le policier blagueur
- Annie Savarin : la première victime
- Stone : la mère d'Hugo Campani (scène de flashback)
- Mario D'Alba : le père d'Hugo Campani (scène de flashback)
- Monique Tarbès : une mère dans la rue
- Julie Arnold : l'actrice du faux film pornographique
- Dominique Pinon : Monsieur Pichon, l'instituteur (scène de flashback)
- Lionel Vitrant : un employé de surveillance des TGV
- Baptiste Charden : un enfant
- Maximilien Hadefi : un enfant
- Aline Mulot : Annabella enfant (scène de flashback)
- Sébastien Person : un enfant
- Olivier Regnault : un enfant
- Yoro Sangaré : un enfant
- René Lebrun : la voix de la radio
- Pierre Repp : le témoin incertain
- Corinne Corson : la bonne
- Brigitte Bellac : une journaliste
- Michel Delahaye : un journaliste
- Valérie Rojan
- Éric Civanyan
- Yves Aubert
- Serge Beauvois
- Claude Bruna
- Pierre Cheremetieff
- Bernard Danièlou
- Eric Hémon
- Philippe Dormoy
- Jean-Pierre Dravel
- Bernard Dumaine
- Gilles Dumesnil
- Fanny Faye
- Stéphane Ferrara
- Alain Hakim
- Olivier Hémon
- Jean-Loup Horwitz
- Patricia Houyoux
- Pierre Julien
- Yvonne Legrand
- Hervé Lewis
- Gérard Pichon
- Josiane Pinson
- Ratcekou
- Bernard Rigal
- François Rostain
- Eric Tallien
- Yvan Tanguy
- Diane Thierry Mieg
- François Viaur
- Jacques Vincey
- Théo Légitimus
- Charly : le singe

## Autour du film
- Le titre du film est un clin d'œil au film Le Facteur sonne toujours deux fois réalisé en 1946 par Tay Garnett.
- Alors que le Petit Théâtre de Bouvard bat son plein, certains de ses membres tournent ensemble dans ce film : Didier Bourdon, Bernard Campan, Pascal Légitimus, Smaïn et Seymour Brussel, qui fondèrent « les Cinq », groupe prédécesseur des Inconnus. D'après deux critiques, ce film, à l'humour au second degré, aurait pu inspirer les Nuls pour La Cité de la peur[2],[3]... Ce sera le seul film dans lequel le groupe s'affiche au complet, puisque Seymour Brussel et Smaïn débuteront peu après leur carrière solo.
- On peut observer dans le film une courte parodie du jeu télévisé Des chiffres et des lettres : Franck Potin imite Bertrand Renard, un des animateurs du jeu. De plus, au moment où Franck révise le calcul de Marc, il termine par la réplique « Le compte est bon » puis on entend les petites notes de piano signalant la fin du jeu dans l'émission.
- Dans le film, Bernard Campan porte une chemise jaune foncé comportant de petits dessins. Le comédien la portera à plusieurs reprises dans certains sketchs des inconnus comme Le Top 50 ou encore Youpi Matin.
- Dernier rôle au cinéma pour Pierre Repp.
- Le film comprend de nombreuses apparitions d'acteurs français connus Clémentine Célarié, Jean-Claude Brialy, Jean Yanne, Michel Constantin, Michel Galabru, Darry Cowl, Patrick Sébastien, avec aussi la présence de Jean Reno, habitué aux rôles de figurant à l'époque.
- Lors de la scène de poursuite dans le technicentre de maintenance des TGV et de la lutte au nunchaku qui s'ensuit, Didier Bourdon porte un débardeur floqué du slogan « J'ai deux amours, mon pays et Bruce Lee », en référence au titre de la chanson popularisée par Joséphine Baker.

## Musiques additionnelles

### Adaptation dans le film
La chanson jazz chantée en anglais dans le film par Clémentine Célarié accompagnée du Trio Arvanitas (source : générique) se veut être une adaptation humoristique de la chanson I Wanna Be Loved by You interprétée notamment par Marilyn Monroe. En effet peu de temps après la fin de la chanson, le meurtrier tentera de tuer la chanteuse. En voici la transcription ci-dessous :
« The sky is turning black, I’m still alone. I’m waiting for your voice, near by the phone.
The same emotion every night, Same obsession I can’t fight.
I wanna be killed by You, Nobody else, but You.
I wanna be killed by You, Nobody else, but You.
Poupoupidou.
Please listen to my heart, I’m breaking down. Even my lonely soul, lies underground.
Can’t you hear me, I keep crying in the night? Still the same obsession, I can’t fight.
I wanna be killed by You, Nobody else, but You.
I wanna be killed by You, Nobody else, but You.
Poupoupidou. »

### Autres musiques additionnelles
On entend à plusieurs reprises la chanson Box just box du groupe Catcar & co, pseudonyme pris par Didier Bourdon, Bernard Campan, Seymour Brussel et Pascal Légitimus pour signer leur premier titre ensemble.
La chanson que Smaïn hurle pour obtenir l'heure grâce aux protestations de sa voisine du dessus est Strangers in the night.

## Lieux de tournage
- Paris et sa banlieue, Boulevard périphérique
- Technicentre de maintenance des TGV sud-est de Charenton-le-Pont.
- Studios de Billancourt

## Nomination
- 1986 : Nomination au prix du meilleur film au Fantasporto (festival international du film fantastique de Porto)